# Pau del Rosso
Pau del Rosso (segle XVII) fou un eclesiàstic i polític català. Va ser canonge degà de la seu de Barcelona, prior de Santa Maria de la Llacuna i abat electe de Santa Maria de la Real de Perpinyà. El 22 de juliol de 1650 va ésser nomenat President de la Generalitat de Catalunya. La seva família era originària de Sàsser (Sardenya) i es dedicava al comerç.
Del Rosso va estar molt implicat a la Revolta dels Segadors, ja que va formar part de la Junta General de Braços de Pau Claris el setembre de 1640. Fou membre de la Junta d'Hisenda i de la junta secreta de negociació de l'aliança de Catalunya amb França junt amb Pau Claris, Francesc de Tamarit, Ramon de Guimerà i de Tamarit i Josep Fontanella i Garraver.

De fet, tot el capítol de la seu barcelonina, amb Rosso al capdavant, s'havia manifestat obertament pro-frança i havia recolzat la Generalitat durant la revolta. Els anys de vinculació de Catalunya amb França, Pau del Rosso va mantenir una bona relació i important correspondència ama el cardenal Mazzarino que era el sobirà "de facto" durant la infantesa de Lluís XIV de França. Era posseïdor d'abundants rendes i el 1649 va fer un préstec de 20.000 ducats per pagar les tropes franceses a Catalunya. Paral·lelament creixia l'animadversió contra Castella encapçalada per del Rosso, que declarava: 
| « | No ha de quedar un castellà en aquest Principat, ni els volem veure, ni que es prediqui la seva llengua, i és tan gran l'avorrició que els hem cobrat, que abans preferiríem estar morts o fugir a parts remotes, que veure'ls. | » |

Des de bon començament al front de la Generalitat, va haver d'afrontar la progressiva evolució de l'exèrcit castellà del marquès de Mortara Francisco de Orozco y Ribera que havia reconquerit Flix i Miravet el 25 de setembre de 1650 i Tortosa el 4 de desembre. Les queixes pel poc suport francès eren contínues des de les institucions catalanes a París.
Paral·lelament, una gran epidèmia de pesta assolà el mediterrani i arribà a les comarques de Tarragona i Girona el 1650. Es calcula que la mortalitat va ser superior al 15% de la població (unes 500.000 persones). La pesta va afectar el subministrament de gra i als ingressos per les bolles dels llocs afectats o ve ocupats pels espanyols.
La primavera de 1651 la pesta va afectar Barcelona i la diputació es va traslladar a Terrassa i més tard a Manresa, però davant del Setge de Barcelona, del Rosso i l'oïdor reial Vicenç Ferriol tornen al costat del Consell de Cent a defensar la ciutat. Després de la capitulació de Barcelona l'11 d'octubre de 1652, mentre els personatges compromesos amb França havien de fugir, Pau del Rosso acompanyat pel Conseller en Cap Rafael Casamitjana va rendir homenatge a Joan Josep d'Àustria.